# Ogose (Saitama)
Ogose (jap. 越生町, -machi) ist eine Stadt auf der japanischen Hauptinsel Honshū im Landkreis Iruma in der Präfektur Saitama.

## Geografie
Ogose liegt westlich von Sakado und Kawagoe und nördlich von Hannō.

## Verkehr
- Straße:
  - Nationalstraße 254
- Zug:
  - Tōbu Ogose-Linie

## Sehenswürdigkeiten

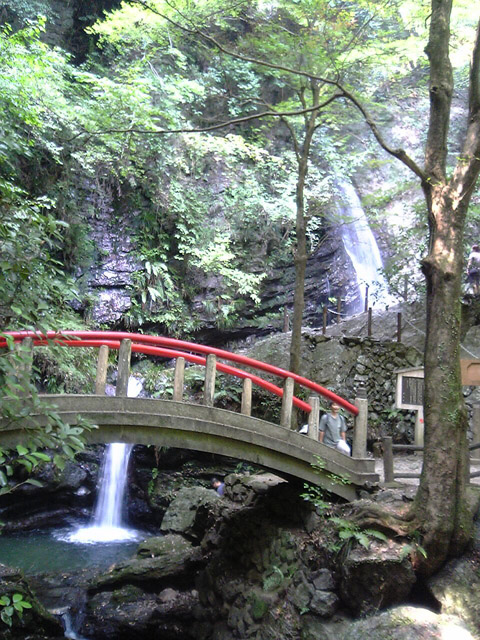
Kuroyamasan-taki

- Kuroyamasan-taki (Kuroyamasan-Fälle)

## Söhne und Töchter der Stadt
- Tashiro Sanki (1465–1537), Arzt

## Angrenzende Städte und Gemeinden
- Hatoyama
- Tokigawa
- Moroyama
- Hannō